# Aspisoma fenestrata
Aspisoma fenestrata is een keversoort uit de familie glimwormen (Lampyridae). De wetenschappelijke naam van de soort werd voor het eerst geldig gepubliceerd in 1837 door Blanchard.